# Evan Ferguson
Evan Joe Ferguson (Bettystown, 19 oktober 2004) is een Iers voetballer die doorgaans speelt als spits. In januari 2021 verruilde hij Bohemians Dublin voor Brighton & Hove Albion. Ferguson maakte in 2022 zijn debuut in het Iers voetbalelftal.

## Clubcarrière
Ferguson speelde in de jeugd van St. Kevin's Boys en verkaste later naar de opleiding van Bohemians Dublin. Bij deze club maakte hij in 2019 ook zijn debuut in het eerste elftal. Op veertienjarige leeftijd speelde hij mee tijdens een oefenwedstrijd tegen Chelsea, waarmee hij de jongste speler ooit in het eerste elftal van de club werd. In de periode van anderhalf jaar die volgde kwam de aanvaller tot vier officiële optredens in het eerste elftal. Daarna verkaste Ferguson naar Brighton & Hove Albion. Zijn officiële debuut voor Brighton volgde op 24 augustus 2021, in de EFL Cup op bezoek bij Cardiff City. Van die club werd met 0–2 gewonnen door treffers van Jakub Moder en Andi Zeqiri en Ferguson mocht van coach Graham Potter negen minuten voor tijd invallen voor Enock Mwepu.
Zijn eerste wedstrijd in de Premier League speelde hij op 29 februari 2022, toen door goals van Wout Weghorst, Josh Brownhill en Aaron Lennon met 0–3 verloren werd van Burnley. Hier viel hij halverwege de tweede helft in voor Danny Welbeck. Op 19 oktober 2022 tekende hij, op zijn achttiende verjaardag, zijn eerste fulltime-contract bij Brighton, tot medio 2026. Op de daaropvolgende oudejaarsdag maakte hij zijn eerste doelpunt in de Premier League, thuis tegen Arsenal. Bukayo Saka, Martin Ødegaard, Eddie Nketiah en Gabriel Martinelli scoorden voor die ploeg en Kaoru Mitoma had doelgetroffen voor Brighton, toen Ferguson dertien minuten voor tijd de uitslag bepaalde op 2–4. Hij werd hiermee de jongste Ierse doelpuntenmaker in de Premier League ooit, alsmede de jongste doelpuntenmaker voor Brighton in die competitie. In april 2023 werd zijn verbintenis opengebroken en met twee seizoenen verlengd tot medio 2028. Dit werd in november nog met een jaar extra verlengd.
Ferguson sloot het seizoen 2023/24 af met zes doelpunten in de Premier League. Tijdens de eerste helft van de jaargang daarop kwam hij tot één treffer in dertien wedstrijden. Hierop huurde West Ham United hem in februari 2025 voor een half jaar. Voor West Ham kwam hij niet tot scoren. In juli 2025 werd Ferguson voor de tweede maal gehuurd van Brighton, nu nam AS Roma de aanvaller tijdelijk over. De Italiaanse club bedong tevens een optie tot koop.

## Clubstatistieken
| Seizoen | Club                   | Competitie       | Competitie | Competitie | Beker | Beker | Internationaal | Internationaal | Totaal | Totaal |
| Seizoen | Club                   | Competitie       | Wed.       | Dlp.       | Wed.  | Dlp.  | Wed.           | Dlp.           | Wed.   | Dlp.   |
| ------- | ---------------------- | ---------------- | ---------- | ---------- | ----- | ----- | -------------- | -------------- | ------ | ------ |
| 2019    | Bohemians Dublin       | Premier Division | 1          | 0          | 0     | 0     | —              | —              | 1      | 0      |
| 2020    | Bohemians Dublin       | Premier Division | 2          | 0          | 1     | 0     | —              | —              | 3      | 0      |
| 2020/21 | Brighton & Hove Albion | Premier League   | 0          | 0          | 0     | 0     | —              | —              | 0      | 0      |
| 2021/22 | Brighton & Hove Albion | Premier League   | 1          | 0          | 3     | 0     | —              | —              | 4      | 0      |
| 2022/23 | Brighton & Hove Albion | Premier League   | 19         | 6          | 6     | 4     | —              | —              | 25     | 10     |
| 2023/24 | Brighton & Hove Albion | Premier League   | 27         | 6          | 2     | 0     | 7              | 0              | 36     | 6      |
| 2024/25 | Brighton & Hove Albion | Premier League   | 13         | 1          | 2     | 0     | —              | —              | 15     | 1      |
| 2024/25 | → West Ham United      | Premier League   | 8          | 0          | 0     | 0     | —              | —              | 8      | 0      |
| 2025/26 | → AS Roma              | Serie A          | 0          | 0          | 0     | 0     | 0              | 0              | 0      | 0      |
| Totaal  | Totaal                 | Totaal           | 71         | 13         | 14    | 4     | 7              | 0              | 92     | 17     |

Bijgewerkt op 23 juli 2025.

## Interlandcarrière
Ferguson maakte zijn debuut in het Iers voetbalelftal op 17 november 2022, toen een vriendschappelijke wedstrijd gespeeld werd tegen Noorwegen. Namens dat land scoorden Leo Østigård en Ohi Omoijuanfo, terwijl de Ier Alan Browne een tegendoelpunt maakte: 1–2. Ferguson moest aan het duel beginnen op de reservebank en mocht van bondscoach Stephen Kenny een minuut voor het einde van de wedstrijd invallen voor doelpuntenmaker Browne. Op 22 maart 2023 kwam Ferguson voor het eerst tot scoren, tijdens zijn derde interland. Tijdens een oefenduel met Letland verdubbelde hij de voorsprong na de openingstreffer van Callum O'Dowda. Roberts Uldriķis en Artūrs Zjuzins zetten de Letten langszij, waarna Chiedozie Ogbene de winnende maakte namens Ierland: 3–2.
| Interlands van Evan Ferguson voor Ierland | Interlands van Evan Ferguson voor Ierland | Interlands van Evan Ferguson voor Ierland | Interlands van Evan Ferguson voor Ierland | Interlands van Evan Ferguson voor Ierland | Interlands van Evan Ferguson voor Ierland | Interlands van Evan Ferguson voor Ierland |
| №                                         | Datum                                     | Wedstrijd                                 | Uitslag                                   | Competitie                                | Goals                                     |                                           |
| Als speler bij Brighton & Hove Albion     | Als speler bij Brighton & Hove Albion     | Als speler bij Brighton & Hove Albion     | Als speler bij Brighton & Hove Albion     | Als speler bij Brighton & Hove Albion     | Als speler bij Brighton & Hove Albion     | Als speler bij Brighton & Hove Albion     |
| ----------------------------------------- | ----------------------------------------- | ----------------------------------------- | ----------------------------------------- | ----------------------------------------- | ----------------------------------------- | ----------------------------------------- |
| 1                                         | 17 november 2022                          | Ierland – Noorwegen                       | 1 – 2                                     | Vriendschappelijk                         |                                           |                                           |
| 2                                         | 20 november 2022                          | Malta – Ierland                           | 0 – 1                                     | Vriendschappelijk                         |                                           |                                           |
| 3                                         | 22 maart 2023                             | Ierland – Letland                         | 3 – 2                                     | Vriendschappelijk                         | 17'                                       |                                           |
| 4                                         | 27 maart 2023                             | Ierland – Frankrijk                       | 0 – 1                                     | EK 2024 kwalificatie                      |                                           |                                           |
| 5                                         | 16 juni 2023                              | Griekenland – Ierland                     | 2 – 1                                     | EK 2024 kwalificatie                      |                                           |                                           |
| 6                                         | 19 juni 2023                              | Ierland – Gibraltar                       | 3 – 0                                     | EK 2024 kwalificatie                      | 59'                                       |                                           |
| 7                                         | 13 oktober 2023                           | Ierland – Griekenland                     | 0 – 2                                     | EK 2024 kwalificatie                      |                                           |                                           |
| 8                                         | 16 oktober 2023                           | Gibraltar – Ierland                       | 0 – 4                                     | EK 2024 kwalificatie                      | 8'                                        |                                           |
| 9                                         | 18 november 2023                          | Nederland – Ierland                       | 1 – 0                                     | EK 2024 kwalificatie                      |                                           |                                           |
| 10                                        | 21 november 2023                          | Ierland – Nieuw-Zeeland                   | 1 – 1                                     | Vriendschappelijk                         |                                           |                                           |
| 11                                        | 23 maart 2024                             | Ierland – België                          | 0 – 0                                     | Vriendschappelijk                         |                                           |                                           |
| 12                                        | 26 maart 2024                             | Ierland – Zwitserland                     | 0 – 1                                     | Vriendschappelijk                         |                                           |                                           |
| 13                                        | 7 september 2024                          | Ierland – Engeland                        | 0 – 2                                     | Nations League 2024/25                    |                                           |                                           |
| 14                                        | 10 september 2024                         | Ierland – Griekenland                     | 0 – 2                                     | Nations League 2024/25                    |                                           |                                           |
| 15                                        | 10 oktober 2024                           | Finland – Ierland                         | 1 – 2                                     | Nations League 2024/25                    |                                           |                                           |
| 16                                        | 13 oktober 2024                           | Griekenland – Ierland                     | 2 – 0                                     | Nations League 2024/25                    |                                           |                                           |
| 17                                        | 14 november 2024                          | Ierland – Finland                         | 1 – 0                                     | Nations League 2024/25                    | 45'                                       |                                           |
| 18                                        | 17 november 2024                          | Engeland – Ierland                        | 5 – 0                                     | Nations League 2024/25                    |                                           |                                           |
| Als speler bij West Ham United            |                                           |                                           |                                           |                                           |                                           |                                           |
| 19                                        | 20 maart 2025                             | Bulgarije – Ierland                       | 1 – 2                                     | Nations League 2024/25                    |                                           |                                           |
| 20                                        | 23 maart 2025                             | Ierland – Bulgarije                       | 2 – 0                                     | Nations League 2024/25                    | 63'                                       |                                           |
| 21                                        | 6 juni 2025                               | Ierland – Senegal                         | 1 – 1                                     | Vriendschappelijk                         |                                           |                                           |
| 22                                        | 10 juni 2025                              | Luxemburg – Ierland                       | 0 – 0                                     | Vriendschappelijk                         |                                           |                                           |

Bijgewerkt op 23 juli 2025.